# Boscos de pi i roure de Mesoamèrica
Els boscos de pi i roure de Mesoamèrica formen una regió ecològica identificada pel Fons Mundial per la Natura (WWF) com a part de la llista Global 200, és a dir, considerada excepcional a nivell biològic i la prioritat per a la conservació. Aquests boscos són boscos de muntanya subtropicals on predominen pins i roures, que s'estenen a través de les diverses principals cadenes muntanyoses, com l'eix volcànic transversal i Sierra Madre del Sur. Les ecoregions són:
- Boscos muntanyosos de Chimalapas
- Boscos de pi i roure de l'Amèrica Central
- Boscos de pi i roure de Sierra Madre del Sur
- Cinturó volcànic transmexicà de boscos de pi i roure
- Boscos de pi i roure de Sierra Madre de Oaxaca
- Boscos de muntanya de l'Amèrica Central